# هيلاريو هيبوليتو
هيلاريو هيبوليتو (مواليد 14 يناير 1952) هو مبارز بالسيف كوبي، مثّل بلاده في الألعاب الأولمبية الصيفية 1972.

## روابط رياضية
هيلاريو هيبوليتو على موقع أوليمبيديا (الإنجليزية)